# Anel Ahmedhodžić
Anel Ahmedhodžić (* 26. März 1999 in Malmö, Schweden) ist ein bosnisch-schwedischer Fußballspieler. Der Innenverteidiger steht bei Feyenoord Rotterdam unter Vertrag und war Nachwuchsnationalspieler Schwedens. Seit September 2020 steht er im Kader der Nationalmannschaft von Bosnien-Herzegowina.

## Karriere

### Verein
Anel Ahmedhodžić ist in Schweden geboren und aufgewachsen und trat während seiner Kindheit dem Erstligisten Malmö FF bei. 2016 wechselte er nach England in die Fußballschule von Nottingham Forest. Am 30. Dezember 2016 kam er beim 1:3 im Auswärtsspiel in der Football League Championship, der zweithöchsten englischen Spielklasse, gegen Newcastle United zu seinem einzigen Einsatz für die Profis. Im Januar 2019 kehrte Ahmedhodžić nach Malmö zu seinem Jugendklub zurück, wo er einen Vertrag bis 2022 unterzeichnete. Nachdem Anel Ahmedhodžić zu lediglich einem Punktspieleinsatz gekommen war, wurde er im Juli 2019 in die dänische Superliga an Hobro IK verliehen. In Hobro im Norden von Jütland erkämpfte sich Ahmedhodžić einen Stammplatz und nach einem halben Jahr kehrte er zu Malmö FF zurück. Bei seinem Jugendverein erkämpfte er sich einen Stammplatz. Im Januar 2022 wurde der Abwehrspieler bis Saisonende an Girondins Bordeaux ausgeliehen. Nach Ablauf der Leihe kehrte er nicht nach Schweden zurück, sondern wechselte fest zu Sheffield United, wo er sich als Stammspieler etablieren und in seiner ersten Saison den Aufstieg in die Premier League feiern konnte.
Nach dem erneuten Abstieg und einer weiteren Saison in der EFL Championship wechselte Ahmedhodžić im August 2025 zum niederländischen Erstligisten Feyenoord Rotterdam.

### Nationalmannschaft
Anel Ahmedhodžić absolvierte im Jahr 2014 zwei Spiele für die schwedische U15-Nationalmannschaft und zehn Partien für die U16-Mannschaft im Jahr 2015 sowie 14 Einsätze für die U17-Elf bis 2016, mit der er auch an der U17-Europameisterschaft 2016 in Aserbaidschan teilnahm. Dort erreichte Schweden das Viertelfinale, wo die Skandinavier gegen die Niederlande ausschieden. Bei diesem Turnier kam Anel Ahmedhodžić zu drei Einsätzen. Nach sechs Einsätzen für die U18-Mannschaft im Jahr 2017 nahm er im selben Jahr mit der U19-Nationalmannschaft an der U19-Europameisterschaft in Georgien teil. Dort schieden die Schweden nach der Gruppenphase aus und Ahmedhodžić kam in allen drei Partien zum Einsatz. Bei der erfolglosen Qualifikation für die EM-Endrunde 2018 im Nachbarland Finnland war er ebenfalls dabei. Insgesamt absolvierte Anel Ahmedhodžić für die U19 acht Partien. Am 22. März 2019 absolvierte er beim 0:2 im Testspiel im spanischen Marbella gegen Russland sein erstes Spiel für die U21-Mannschaft. Am 9. Januar 2020 lief Anel Ahmedhodžić während eines inoffiziellen Freundschaftsspiels in der katarischen Hauptstadt Doha gegen Moldawien erstmals für die schwedische A-Nationalmannschaft auf.
Daraufhin, im August 2020, hatte er sich entschieden, künftig für die Nationalmannschaft von Bosnien-Herzegowina zu spielen. Nachdem sein Wechsel zur bosnisch-herzegowinischen Nationalmannschaft von der FIFA im September 2020 genehmigt wurde, wurde Ahmedhodžić im selben Monat von für den Kader für das Play-off-Halbfinalspiel in der EM-Qualifikation gegen Nordirland sowie für die Spiele in der Nations League gegen die Niederlande und gegen Polen nominiert. Sein Debüt für die Nationalmannschaft von Bosnien-Herzegowina gab er dann am 8. Oktober 2020 in Sarajevo im besagten Halbfinalspiel in den Play-offs in der EM-Qualifikation, als er gegen die Nordiren in der Anfangsformation stand; das Spiel ging nach einem 1:1 nach 120 Minuten ins Elfmeterschießen, wo die Bosnier mit 3:4 verloren. Sechs Tage später stand er in Breslau im Nations-League-Spiel gegen Polen erneut in der Anfangself und sah in der 14. Minute die Rote Karte. Im September 2024 gab Ahmedhodžić überraschend seinen Rücktritt aus der bosnischen Nationalmannschaft bekannt. Er galt als einer der verlässlichsten Verteidiger der Mannschaft und war für seine stabile Defensivarbeit sowie seine Fähigkeit, das Spiel von hinten aufzubauen, bekannt. Trotz seines frühen Rücktritts bleibt Ahmedhodžić als wichtige Figur in der jüngeren Geschichte der bosnischen Nationalmannschaft in Erinnerung.